# آل شربة (ولد ربيع)

تعديل مصدري - تعديل

آل شربة هي إحدى قرى عزلة قيفه ال مهدي بمديرية ولد ربيع التابعة لمحافظة البيضاء، بلغ تعداد سكانها 876 نسمة حسب تعداد اليمن لعام 2004.